# Recorrido de la antorcha olímpica en los Juegos Olímpicos de Pekín 2008

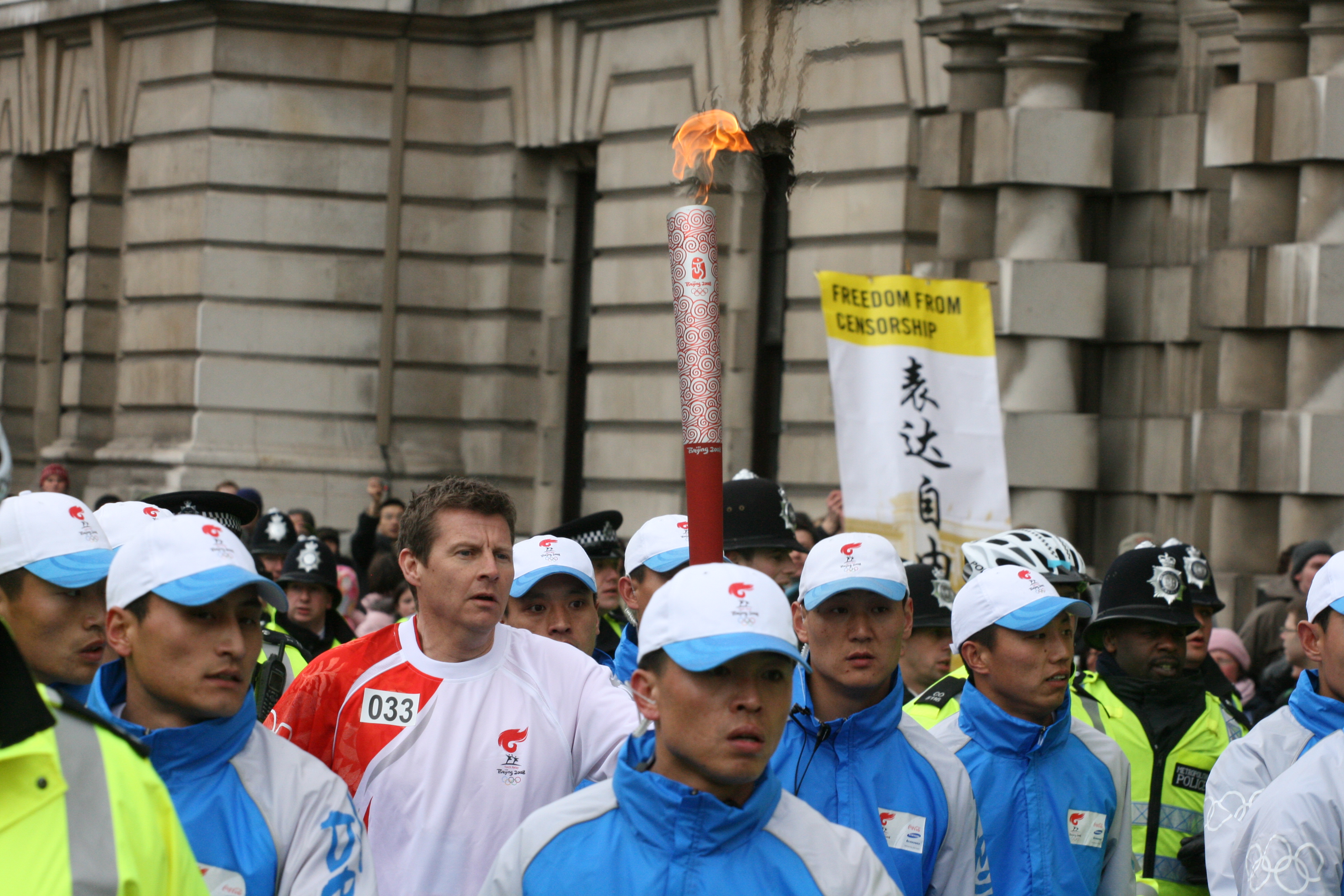
La antorcha olímpica, fuertemente escoltada a su paso por Londres

La antorcha olímpica de los XXIX Juegos Olímpicos fue presentada oficialmente el 26 de abril de 2007 en Pekín por el presidente del Comité de Organización de los Juegos Olímpicos de Pekín, Liu Qi, y el presidente del Comité Olímpico Internacional, Jacques Rogge.
El lema de la antorcha fue «Enciende la pasión y comparte el sueño». El trayecto de relevos a lo largo de 130 días por los cinco continentes fue conocido como «Viaje de la armonía». Recorrió unos 137 000 km en 130 días y visitó 21 países de los cinco continentes. En total pasó por 136 ciudades, 21 internacionales y 115 en China.

## Características
La llama olímpica de esos Juegos fue una antorcha de 72 cm de longitud y 985 g de masa construida a base de aluminio. Dos colores conformaban el diseño de la misma, rojo y blanco. La mitad inferior era roja y llevaba la insignia «Beijing 2008», la mitad superior era blanca con formas estilográficas tradicionales chinas en rojo y llevaba en su parte media el emblema oficial, el «Dancing Beijing», la insignia «Beijing 2008» y los anillos olímpicos.
Se trataba de una antorcha completamente reciclable y de diseño ecológico. El combustible de la llama era propano que, junto con la tecnología de producción de la antorcha, le proporcionó una llama nítida y resistente contra fuertes vientos, lluvia y nieve, además de no producir gases contaminantes.

## Recorrido

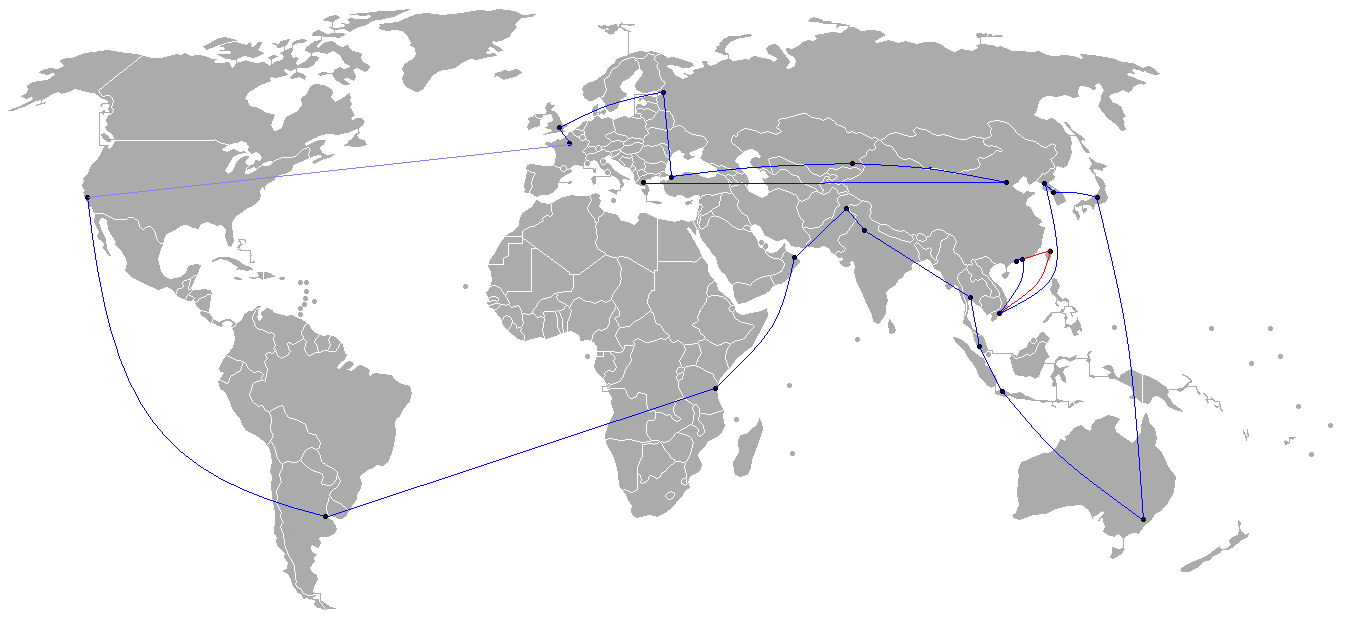
Recorrido mundial de la antorcha, en rojo se muestra la cancelada etapa por Taiwán

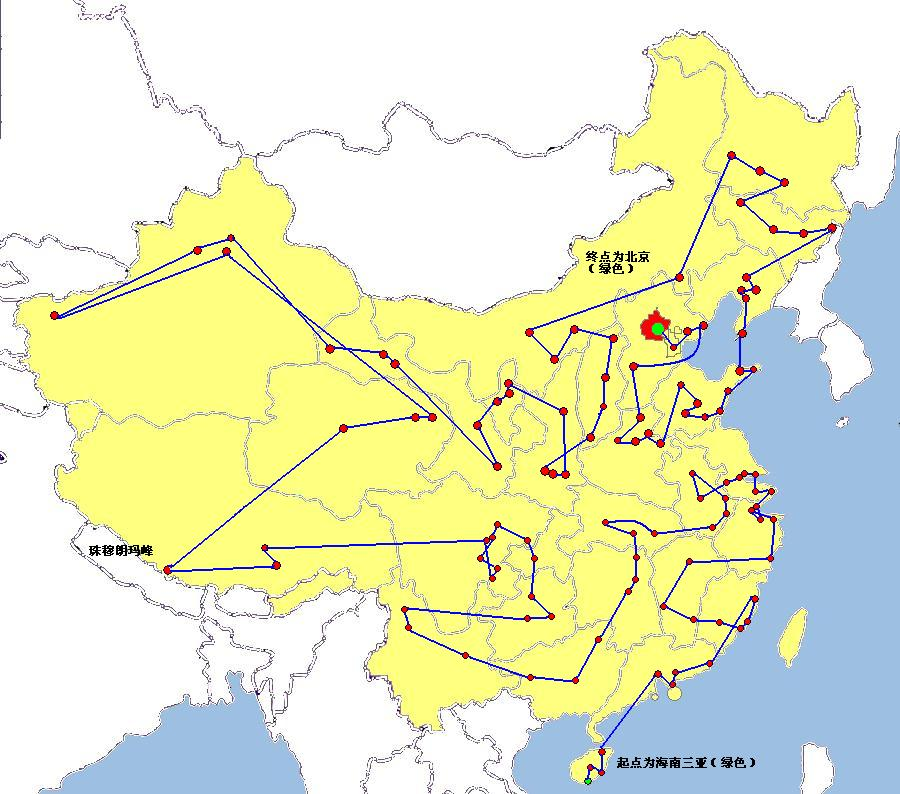
Recorrido de la antorcha por China (según lo planeado originalmente)

El fuego olímpico fue encendido el 24 de marzo, como es tradición, en Olimpia, y después de cinco días de recorrido por Grecia llegó al Estadio Panathinaiko, donde se celebraron los I Juegos Olímpicos. Un día más tarde, el 31 de marzo, arribó a Pekín desde donde inició su recorrido internacional.
En su estancia por el Tíbet la llama fue transportada hasta la cima del monte Everest (Qomolangma, en chino).
Parte del recorrido originó polémica. Tal fue el caso de su paso por la capital de la República de China (Taiwán), que fue especialmente planeado para que coincidiera con el inicio del recorrido por tierras chinas, y que finalmente tuvo que ser cancelado. Asimismo, asociaciones prodefensa de un Tíbet independiente no vieron con buenos ojos su paso por tierras tibetanas ni el ascenso llamativo al monte Everest.
Esta tabla enumera las ciudades por las que pasó la antorcha olímpica. Es de notar que el trayecto planeado estuvo fuertemente ligado al continente asiático (dando una ligera idea de la antigua Ruta de la Seda), pasando solamente por una ciudad en África, dos en América y cinco en Europa. Además, cabe señalar que fue un recorrido que pasa por muy pocas ciudades que han realizado anteriormente Juegos Olímpicos: Atenas, Londres, París, Nagano y Seúl.
| Día         | Ciudad               | País            |
| ----------- | -------------------- | --------------- |
| 25 de marzo | Olimpia              | Grecia          |
| 30 de marzo | Atenas               | Grecia          |
| 31 de marzo | Pekín                | China           |
| 1 de abril  | Almaty               | Kazajistán      |
| 3 de abril  | Estambul             | Turquía         |
| 5 de abril  | San Petersburgo      | Rusia           |
| 6 de abril  | Londres              | Reino Unido     |
| 7 de abril  | París                | Francia         |
| 9 de abril  | San Francisco        | Estados Unidos  |
| 11 de abril | Buenos Aires         | Argentina       |
| 13 de abril | Dar es Salaam        | Tanzania        |
| 14 de abril | Mascate              | Omán            |
| 16 de abril | Islamabad            | Pakistán        |
| 17 de abril | Nueva Delhi          | India           |
| 19 de abril | Bangkok              | Tailandia       |
| 21 de abril | Kuala Lumpur         | Malasia         |
| 22 de abril | Yakarta              | Indonesia       |
| 24 de abril | Camberra             | Australia       |
| 26 de abril | Nagano               | Japón           |
| 27 de abril | Seúl                 | Corea del Sur   |
| 28 de abril | Pionyang             | Corea del Norte |
| 29 de abril | Ho Chi Minh          | Vietnam         |
| —           | Taipéi               | Taiwán          |
| 2 de mayo   | Hong Kong            | Hong Kong       |
| 3 de mayo   | Macao                | Macao           |
| 4 de mayo   | Sanya                | China           |
| 5 de mayo   | Wuzhi Shan           | China           |
| 5 de mayo   | Wanning              | China           |
| 6 de mayo   | Haikou               | China           |
| 7 de mayo   | Cantón               | China           |
| 8 de mayo   | Shenzhen             | China           |
| 9 de mayo   | Huizhou              | China           |
| 10 de mayo  | Shantou              | China           |
| 11 de mayo  | Fuzhou               | China           |
| 12 de mayo  | Quanzhou             | China           |
| 12 de mayo  | Xiamen               | China           |
| 13 de mayo  | Longyan              | China           |
| 14 de mayo  | Ruijin               | China           |
| 15 de mayo  | Jinggangshan         | China           |
| 16 de mayo  | Nanchang             | China           |
| 17 de mayo  | Wenzhou              | China           |
| 17 de mayo  | Shaoxing             | China           |
| 18 de mayo  | Hangzhou             | China           |
| 19 de mayo  | Ningbo               | China           |
| 19 de mayo  | Jiaxing              | China           |
| 20 de mayo  | Shanghái             | China           |
| 22 de mayo  | Suzhou               | China           |
| 22 de mayo  | Nantong              | China           |
| 23 de mayo  | Taizhou              | China           |
| 23 de mayo  | Yangzhou             | China           |
| 24 de mayo  | Nankín               | China           |
| 26 de mayo  | Hefei                | China           |
| 27 de mayo  | Huainan              | China           |
| 27 de mayo  | Wuhu                 | China           |
| 28 de mayo  | Jixi                 | China           |
| 28 de mayo  | Huangshan            | China           |
| 29 de mayo  | Wuhan                | China           |
| 30 de mayo  | Yichang              | China           |
| 31 de mayo  | Jingzhou             | China           |
| 1 de junio  | Yueyang              | China           |
| 2 de junio  | Changsa              | China           |
| 3 de junio  | Shaoshan             | China           |
| 4 de junio  | Guilin               | China           |
| 5 de junio  | Nanning              | China           |
| 6 de junio  | Baise                | China           |
| 7 de junio  | Kunming              | China           |
| 8 de junio  | Lijiang              | China           |
| 9 de junio  | Ciudad de Shangri-La | China           |
| 10 de junio | Guiyang              | China           |
| 11 de junio | Kaili                | China           |
| 12 de junio | Zunyi                | China           |
| 13 de junio | Chongqing            | China           |
| 15 de junio | Guang’an             | China           |
| 15 de junio | Mianyang             | China           |
| 16 de junio | Guanghan             | China           |
| 16 de junio | Leshan               | China           |
| 17 de junio | Zigong               | China           |
| 17 de junio | Yibin                | China           |
| 18 de junio | Chengdu              | China           |
| 19 de junio | Shannan              | China           |
| 20 de junio | Lhasa                | China           |
| 22 de junio | Golmud               | China           |
| 23 de junio | Qinghai Hu           | China           |
| 24 de junio | Xining               | China           |
| 25 de junio | Ürümqi               | China           |
| 26 de junio | Kashi                | China           |
| 27 de junio | Shihezi              | China           |
| 27 de junio | Changji              | China           |
| 28 de junio | Dunhuang             | China           |
| 28 de junio | Jiayuguan            | China           |
| 29 de junio | Jiuquan              | China           |
| 30 de junio | Tianshui             | China           |
| 30 de junio | Lanzhou              | China           |
| 2 de julio  | Zhongwei             | China           |
| 3 de julio  | Wuzhong              | China           |
| 4 de julio  | Yinchuan             | China           |
| 5 de julio  | Yan'an               | China           |
| 6 de julio  | Yangling             | China           |
| 6 de julio  | Xiangyang            | China           |
| 7 de julio  | Xian                 | China           |
| 8 de julio  | Yungchen             | China           |
| 8 de julio  | Pingyao              | China           |
| 9 de julio  | Taiyuan              | China           |
| 10 de julio | Datong               | China           |
| 11 de julio | Hohhot               | China           |
| 12 de julio | Ordos                | China           |
| 12 de julio | Baotuo               | China           |
| 13 de julio | Chifeng              | China           |
| 14 de julio | Qiqihar              | China           |
| 15 de julio | Daqing               | China           |
| 16 de julio | Harbin               | China           |
| 17 de julio | Songyuan             | China           |
| 17 de julio | Changchung           | China           |
| 18 de julio | Jilin                | China           |
| 19 de julio | Yanji                | China           |
| 20 de julio | Shenyang             | China           |
| 21 de julio | Benxi                | China           |
| 21 de julio | Liaoyang             | China           |
| 21 de julio | Anshan               | China           |
| 22 de julio | Dalian               | China           |
| 23 de julio | Yantai               | China           |
| 23 de julio | Weihai               | China           |
| 24 de julio | Qingdao              | China           |
| 24 de julio | Rizhao               | China           |
| 25 de julio | Linyi                | China           |
| 25 de julio | Qufu                 | China           |
| 25 de julio | Taian                | China           |
| 26 de julio | Jinan                | China           |
| 28 de julio | Shangqiu             | China           |
| 28 de julio | Kaifeng              | China           |
| 29 de julio | Zhengzhou            | China           |
| 30 de julio | Luoyang              | China           |
| 31 de julio | Anyang               | China           |
| 1 de agosto | Shijiazhuang         | China           |
| 3 de agosto | Qinhuangdao          | China           |
| 5 de agosto | Tangshan             | China           |
| 7 de agosto | Tianjin              | China           |
| 8 de agosto | Pekín                | China           |

1. ↑  Etapa cancelada, al no ser aceptada por el gobierno de Taiwán. La República Popular de China considera a Taiwán como parte de su territorio, el COI reconoce a Taiwán como una entidad deportiva independiente. Para mayor información ver Estatus político de Taiwán.